# Хасидська синагога (Чортків)
Хасидська синагога — колишня синагога у місті Чорткові на Тернопільщині, зведена у 1905—1909 роках. Будівля має статус пам'ятки архітектури місцевого значення (№ 68-м).

## Розташування
Синагога розташована на сучасній вулиці Шевченка, 33.

## Історія

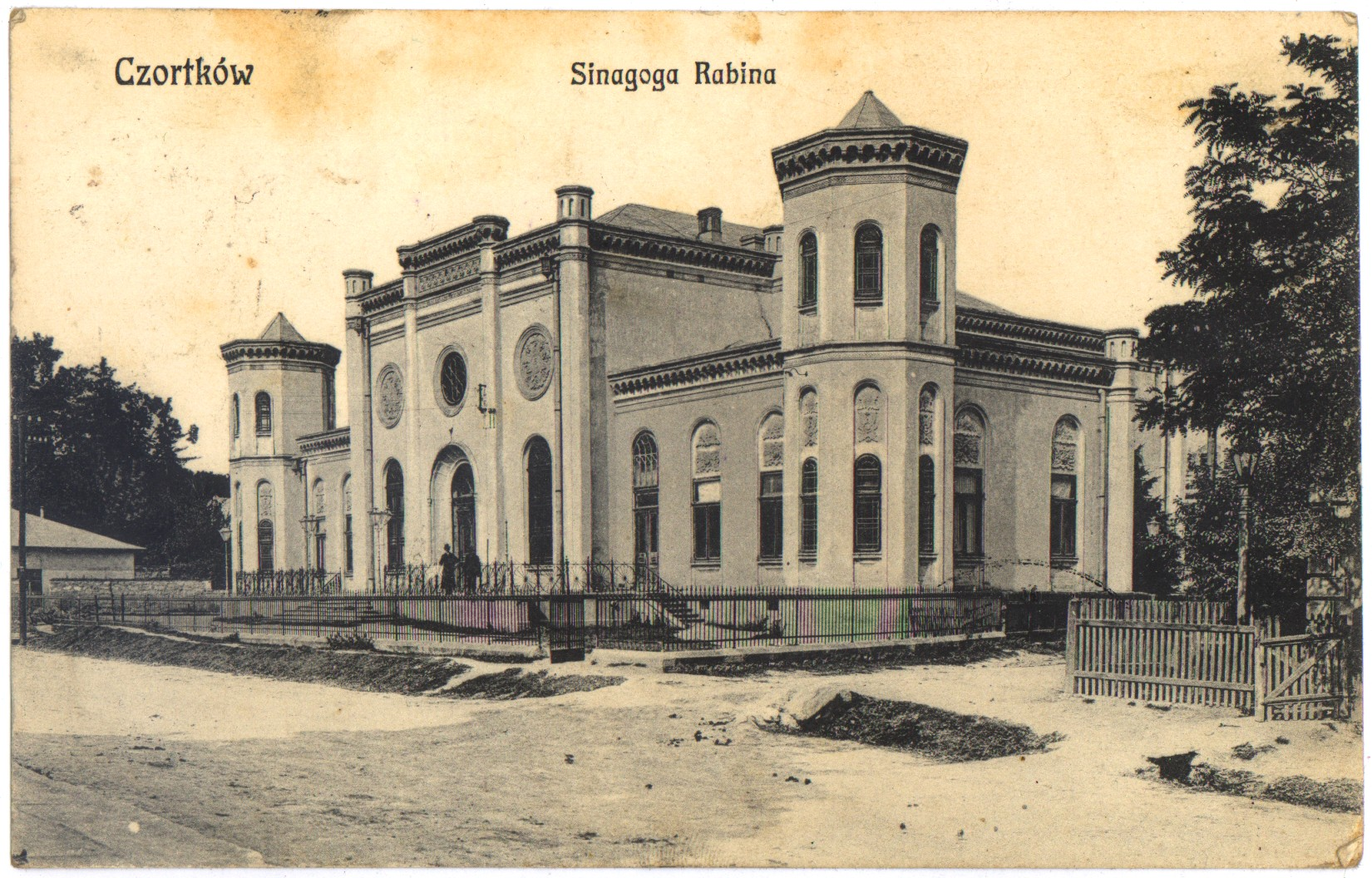
Хасидська синагога (1912)

Збудована за проєктом віденського архітектора Ганса Гельдкремера, з використанням мавританських мотивів. Відома як «Нова синагога». До 1909 року Стара синагога міста була резиденцією головного рабина Чорткова, а після побудови Нової синагоги, остання стала резиденцією головного рабина. У 1910—1914 роках сюди раз на рік приїздив головний рабин з Відня або Парижа.
Споруда є чотирикутною з двома баштами, що закінчуються витонченими вежами. Головний храм синагоги був оздоблений розкішною різьбою по каменю та малярством, виконаними італійськими майстрами.
Хасидський осередок у 1860 році заснував цадик Давид Моше Фридман. За часів першої світової війни будівля була частково зруйнована, але відбудована у 1925—1927 роках. Під час другої світової війни синагога була повторно зруйнована. Після війни, й дотепер, будівлю використовує школа юних техніків.